# Asil Nadir
Asil Nadir (Leuka, 1º maggio 1941 – Nicosia Nord, 9 febbraio 2025) è stato un imprenditore cipriota di etnia turco cipriota.

## Biografia
Nato nel 1941 a Cipro del Nord, da famiglia di etnia turca, a soli sei anni di età lavora come venditore di giornali. Nel 1959, si trasferisce a Londra con la famiglia, e poco tempo dopo si reca in Turchia per frequentare la facoltà di economia dell'Università di Istanbul. Nadir non completa gli studi, e tornato nella capitale britannica, nel 1963 vi fonda un'azienda tessile, la Wearwell. L'impresa riscuote enorme successo riuscendo anche ad esportare i suoi prodotti, e divenuta public company nel 1972, un anno più tardi, nel 1973, viene quotata alla Borsa di Londra. Nel 1979, Wearwell acquisisce uno stabilimento tessile a Cipro Nord, in precedenza appartenuto a una famiglia di etnia greca, alla quale venne confiscata nel 1975 dopo l'occupazione dell'isola da parte dell'esercito turco.
Nel 1980, Nadir rileva la Polly Peck, casa di moda in difficoltà finanziarie che nel giro di pochi anni trasforma in un gruppo industriale di dimensioni internazionali, che oltre al tessile, ha interessi anche nell'elettronica, nell'agroalimentare, nella finanza, e nell'immobiliare. Un decennio più tardi, il The Sunday Times lo indica come il trentaseiesimo uomo più ricco al mondo nella lista pubblicata nel 1990, nonché come finanziatore del Partito Conservatore. In quello stesso anno, esplode lo scandalo finanziario della Polly Peck, che va in bancarotta nel 1991, per il quale viene arrestato dalla polizia britannica. A Nadir vengono attribuiti 66 capi di imputazione, tra cui quelli di falso in bilancio e frode. Nel 1992, dichiaratosi non colpevole dei reati contestatigli dal Serious Fraud Office britannico, gli era stato permesso di lasciare il tribunale senza che un giudice decidesse se doveva essere liberato o incarcerato.
Nel 1993, fugge a Cipro del Nord, dove vive in latitanza fino al 2010, ed un giudice ha emesso un mandato d'arresto per violazione della cauzione. Successivamente crea delle attività imprenditoriali in Turchia e Cipro, e in quest'ultimo paese nel 1989 aveva fondato una società editoriale, la Kibris Media Group.
Nel 2010, torna in Inghilterra per farsi processare, e due anni più tardi, nel 2012, viene condannato a 10 anni di carcere per aver rubato 29 milioni di sterline a Polly Peck. Nel 2016, Nadir chiede ed ottiene dalle autorità britanniche l'estradizione in Turchia, dove sconterà il resto della pena.